# John Latta
John Latta (* 2. März 1836 im Westmoreland County, Pennsylvania; † 15. Februar 1913 in Greensburg, Pennsylvania) war ein US-amerikanischer Politiker. Zwischen 1875 und 1879 war er Vizegouverneur des Bundesstaates Pennsylvania.

## Werdegang
John Latta besuchte die öffentlichen Schulen seiner Heimat. Nach einem anschließenden Jurastudium an der Yale University und seiner 1859 erfolgten Zulassung als Rechtsanwalt begann er in Greensburg in diesem Beruf zu arbeiten. Gleichzeitig schlug er als Mitglied der Demokratischen Partei eine politische Laufbahn ein. Zwischen 1863 und 1867 saß er im Senat von Pennsylvania; in den Jahren 1872 und 1873 gehörte er dem dortigen Repräsentantenhaus an. Im August 1864 nahm er als Delegierter an der Democratic National Convention in Chicago teil.
1874 wurde Latta an der Seite von John Hartranft zum Vizegouverneur von Pennsylvania gewählt. Dieses Amt bekleidete er zwischen 1875 und 1879. Dabei war er Stellvertreter des Gouverneurs und Vorsitzender des Staatssenats. Das Amt des Vizegouverneurs war erst im Jahr 1873 durch eine Reform der Staatsverfassung geschaffen worden und Latta war der erste Amtsinhaber. Nach seiner Zeit als Vizegouverneur praktizierte er wieder als Anwalt.  Er starb am 15. Februar 1913 in Greensburg, wo er auch beigesetzt wurde.